# Canariomys
Canariomys (лат.) — вымерший род грызунов подсемейства мышиных. Он жил на островах Тенерифе и Гран-Канария (Канарские острова, Испания). Известен с плейстоцена по голоцен. Эти гигантские крысы могли достигать веса около 1 кг. Они питались растительной пищей, вероятно, такой как корни, папоротники и ягоды, но не трава.
Обычно считается, что Canariomys bravoi жила в горных лесах монтеверде, и она имела способности к перемещению по скалам, тогда как канарская мышь (Canariomys tamarani) жила в более открытых местах и чаще рыла норы.
В настоящее время известно два вида:
- Canariomys bravoi
- Канарская мышь (Canariomys tamarani)